# Smosh
Smosh er en webbaseret komikerduo oprindeligt bestående af Ian Hecox (født 30. november 1987) og Anthony Padilla (født 16. september 1987). Padilla forlod Smosh i juni 2017. Smosh primære medie er deres Youtube-kanal, Smosh, der pr. maj 2021 havde over 25 millioner abonnenter.
Smosh har desuden medvirket i andre videoblogs som Rhett and Link, Ray William Johnson, Epic Rap Battles of History og mange andre.  

## Smosh the movie
I 2015 udgav smosh deres første spillefilm - Smosh the Movie.

## Youtube-kanaler
- Smosh (main channel) https://www.youtube.com/user/smosh
- Smosh Games
- Shut Up Cartoons
- IanH (Smosh 2nd Channel!)nk
- Anthonypadilla
- El Smosh (deres spanske youtube kanal)